# Инстрадиција
Инстрадиција је одређивање превозног пута којом ће се роба отпремити или допремити од једног места до другог.

## Порекло речи
Инстрадиција потиче од латинске речи INSTRADERE, што значи одређивање транспортног пута, транспортног средства и времена транспорта за одређену пошиљку.

## Израда и примена инстрадиције
Израда и примена инстрадиције може бити на два начина:
1. да је налогодавац одредио превозни пут, вид транспорта и врсту транспортног средства, па и начин транспорта. Ово може бити дефинисано кроз паритете испоруке (INCOTERMS2000) у уговору о шпедицији.
2. да је налогодавац одредио да то одреди сам шпедитер.

## Фактори који утичу на инстрадицију
врста и количина робе;географски положај отпремног и одредишног места, развијеност транспортне и логистичке мреже, развијеност видова транспорта, положај логистичких центара и чворишта на мрежи, квалитет и трошкови отпреме, допреме и транзита робе, политичка ситуација, облици рационализације манипулисања и транспорта робе, саобраћајно правна ограничења, заштита животне средине.

## Поступак израде инстрадиције
Поступак израде инстрадиције обухвата више корака, кроз које је потребно:
1. утврдити карактеристике саобраћајно – транспортне инфраструктуре(степен изграђености и повезаности логистичке мреже и мреже појединих видова транспорта, транспортна ограничења, превозне способности, пропусне моћи, дозвољене брзине);
2. извршитианализу расположивих видова транспорта и носилаца логистичких услуга (који су видови присутни, њихове техничке и експлоатационе карактеристике, предности имане врсте транспортних средстава, њихове карактеристике и носивост, начин организације транспорта:збирни транспорт, цене, тарифе, поузданост,
3. дефинисати критеријуме поређења и вредновања варијантних решења (време, трошкови, цена, поузданост...)
4. сагледати сва ограничења и факторе који уричу на избор (саобраћајно – транспортна ограничења, политичка и друштвена стабилност, екологија, ниво квалитета услуге, специфични захтеви робе у транспорту, законска регулатива и слично).

## Ограничења везана за транспортне токове
На подручју Европског континента присутна су ограничења везана за транспортне токове. Та ограничења су дефинисана кроз различите прописе које доноси Европска конференција министара саобраћаја у различитим својим телима и групама. Највећи број ограничења се односи на друмски саобраћај.Циљ је да се у већој мери заступа комбиновани транспорт.